# Scleroderma chevalieri
Scleroderma chevalieri är en svampart som beskrevs av Guzmán 1967. Scleroderma chevalieri ingår i släktet Scleroderma och familjen rottryfflar.   Inga underarter finns listade i Catalogue of Life.